# Хіраяма Кійоцуґу
Кійоцуґу Хіраяма (яп. 平山 清次 ; 13 жовтня 1874 — 8 квітня 1943) — японський астроном, член Японської академії наук. Найбільш відомий відкриттям астероїдних сімей, — груп астероїдів, які мають близькі орбітальні елементи, що пов'язане з їхнім спільним походженням. Відкриті ним перші астероїдні сімейства тепер на його честь називають «сім'ями Хіраями».

## Біографія
Народився в префектурі Міяґі. Вивчав астрономію в Імперському університеті Токіо, який закінчив у 1897 році. Викладав астрономію в інженерній школі Генерального штабу японської армії між 1897 і 1901 роками. У 1906 році він став професором-асистентом з астрономії в Токійському імператорському університеті, а в 1919 — професором. З 1906 по 1907 рік Хіраяма був членом Комітету, який визначав широтний кордон на Сахаліні після Російсько-японської війни. У 1911 році він отримав докторський ступінь «за кількома статтями про зміну широти».
Хіраяма почав досліджувати астероїди в 1905 році. У 1918 році він опублікував статті «Дослідження розподілу середніх рухів астероїдів» і «Групи астероїдів, ймовірно, спільного походження», а пізніше «Сімейства астероїдів» (1922) і «Примітка до пояснення розривів між астероїдними орбітами» (1928). У 1935 році він опублікував свою головну працю «Астероїд».
Помер 8 квітня 1943 року у Токіо.

## Наукові результати

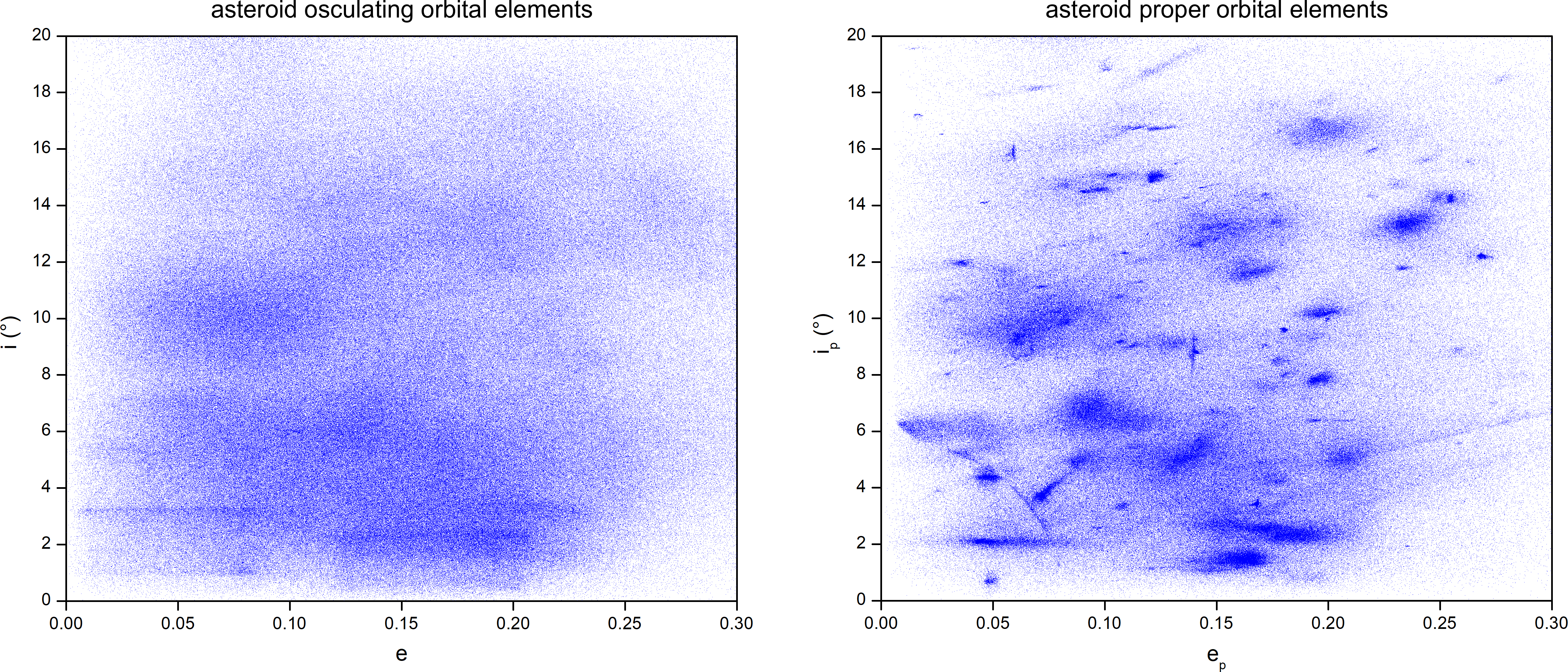
Розподіл астероїдів за оскулюючими (ліворуч) та власними (праворуч) елементами орбіт. Для власних елементів добре помітні скупчення — сім'ї астероїдів.

Найважливіші наукові результати Хіраями відносяться до небесної механіки. За порадою Ернеста Вільяма Брауна, він у 1915—1919 провів статистичне дослідження астероїдних орбіт. Застосувавши теорію вікових збурень Лапласа—Лагранжа для розрахунку власних елементів орбіт астероїдів, Хіраяма ввів поняття власних ексцентриситетів і нахилів орбіт. Використання власних елементів дозволило йому виявити п'ять груп астероїдів з подібними орбітами, які були непомітні в оскулюючих елементах орбіт. Він назвав ці групи астероїдними сім'ями (сім'ї Еос, Короніди, Феміди, Марії і Флори) і припустив, що кожна з них виникла через розпад одного великого тіла.
Також Хіраяма досліджував теорію зоряної змінності, зміни широти, історію астрономії в Азії.

## Пам'ять
- Місячний кратер Хіраяма названий на честь Кійоцуґу Хіраями та Сіна Хіраями[en].
- Астероїд 1999 Хіраяма названий на честь Кійоцуґу Хіраяма.